# Marie de Castille
 (juin 2025).
Si vous disposez d'ouvrages ou d'articles de référence ou si vous connaissez des sites web de qualité traitant du thème abordé ici, merci de compléter l'article en donnant les références utiles à sa vérifiabilité et en les liant à la section « Notes et références ».
Marie de Castille, née le 14 septembre 1401 à Ségovie et morte le 4 septembre 1458 à Valence, est reine d'Aragon, de Majorque, de Valence, de Sicile et de Naples et comtesse de Barcelone. 

## Biographie
Fille aînée de Henri III de Castille et de Catherine de Lancastre, elle est la première femme à porter le titre de princesse des Asturies (en propriété, et non en tant que conjointe), depuis sa naissance et jusqu'à celle de son frère le futur Jean II de Castille en 1405.
Marie de Castille épouse le 12 juin 1415 Alphonse V d'Aragon dans la cathédrale Sainte-Marie de Valence. 
De cette union, il n'y a aucun enfant.
Elle meurt deux mois après son époux.

## Jeunesse
Marie était l'aînée des enfants du roi Henri III de Castille et de Catherine de Lancastre. Sa marraine était Maria de Ayala, tante de sa mère, religieuse et fille illégitime du roi Pierre de Castille. Elle a grandi dans un foyer entièrement castillan, où elle a vécu jusqu'à son mariage, ce qui était inhabituel pour une fille royale destinée à épouser un prince étranger. Son éducation était supervisée par le grand majordome Pedro González de Mendoza, tandis que sa gouvernante était Inés de Ayala y Toledo, 3e dame de Casarrubios del Monte. En tant qu'aînée du roi, María reçut le titre de Princesse des Asturies, réservé au premier héritier du trône. Son père la fit officiellement reconnaître comme héritière présomptive lors des Cortes de Tolède, le 6 janvier 1402. Par la même occasion, elle fut fiancée à son cousin germain Alphonse V, fils de son oncle paternel Ferdinand, afin de renforcer son statut. Cependant, la naissance de son frère Jean (le futur roi) la déplaça dans l'ordre de succession ; à partir de ce moment, elle ne fut plus qu'une infante.
Son enfance fut, selon toutes les sources, plutôt heureuse ; sa santé fragile ne se manifesta qu'à l'adolescence, après son mariage. Son père mourut alors qu'elle n'avait que quatre ans, laissant la couronne à son unique frère, Jean II, et faisant d'elle à nouveau l'héritière présomptive. Sa mère, la reine Catherine, gouverna la Couronne de Castille en tant que régente durant la minorité du roi Jean II, permettant ainsi à l'Infante d'observer l'art du gouvernement exercé par sa mère. Les actions politiques de la reine mère sensibilisèrent plus tard María à ses propres responsabilités et prérogatives en tant que reine et régente. Très proches, la mère et la fille restèrent en correspondance fréquente même après le mariage de cette dernière.

## Mariage
Les fiançailles de Marie et Alphonse ne furent officialisées qu'à l'âge de sept ans, mais elles avaient été confirmées par le testament du roi Henri III. Selon le même arrangement, le frère de Marie, Jean, devait épouser la sœur d'Alphonse, également prénommée Marie, et la sœur de Marie, Catherine, devait épouser le frère d'Alphonse, Henri. Le mariage de Marie et Alphonse fut célébré dans la cathédrale de Valence le 12 juin 1415. Le couple fut uni par l'antipape Benoît XIII, qui avait également délivré une dispense pour leur union. Marie reçut une dot somptueuse sous forme de terres et de revenus, tandis qu'Alfonso fut élevé au rang d'infant de Castille. Plus tard, son frère Jean se plaignit que cette dot était trop importante, affirmant qu'il s'agissait en réalité de la plus grande dot jamais accordée à une infante de Castille.

Les querelles familiales étaient fréquentes en raison des politiques de son beau-père et de sa belle-mère, Éléonore d'Alburquerque. Les infants d'Aragon, ses beaux-frères Henri, Pierre et surtout le très interventionniste Jean, allaient se révéler problématiques et jouer un rôle important dans la régence de Marie.